# Кайлали
Кайлали (непальск. कैलाली जिल्ला) — один из 75 районов Непала. Входит в состав зоны Сетхи, которая, в свою очередь, входит в состав Дальнезападного региона страны.
На западе граничит с округами Канчанпур и Даделдхура зоны Махакали, на севере граничит с районом Доти, на востоке — с районами Суркхет и Бардия зоны Бхери и на юге — с индийским штатом Уттар-Прадеш. Площадь района — 3235 км². Административный центр — город Дхангадхи.
Население по данным переписи 2011 года составляет 775 709 человек, из них 378 417 мужчин и 397 292 женщины. По данным переписи 2001 года население насчитывало 616 697 человек.